# Protichneumon
Protichneumon is een geslacht van insecten uit de orde van de vliesvleugeligen (Hymenoptera) en de familie Ichneumonidae.

## Soorten
- P. binghami (Cameron, 1907)
- P. charlottae Heinrich, 1966
- P. chinensis (Uchida, 1937)
- P. effigies Heinrich, 1961
- P. flavitrochanterus Uchida, 1937
- P. flavoornatus (Cameron, 1903)
- P. fusorius (Linnaeus, 1761)
- P. glabricoxalis Heinrich, 1977
- P. grandis (Brulle, 1846)
- P. jesperi (Holmgren, 1886)
- P. karenkoensis Uchida, 1930
- P. moiwanus (Matsumura, 1912)
- P. nakanensis (Matsumura, 1912)
- P. pieli Uchida, 1937
- P. pisorius (Linnaeus, 1758)
- P. platycerus (Kriechbaumer, 1895)
- P. polytropus Heinrich, 1961
- P. radtkeorum Heinrich, 1972
- P. rufocinctus (Cameron, 1903)
- P. similatorius (Fabricius, 1798)
- P. superomediae Uchida, 1935
- P. tibialis (Cameron, 1903)
- P. watanabei Uchida, 1929